# Faits et Documents
Faits et Documents est une lettre confidentielle mensuelle française éditée par la société Édition et Documentation Parisienne.
Le journaliste et éditeur d'extrême droite Emmanuel Ratier fonde cette lettre qui a pour ligne éditoriale essentiellement l'actualité politique et culturelle française et internationale, relayant de nombreuses théories du complot avec un tropisme antisémite d'extrême droite. Elle est reprise par des proches d'Alain Soral suivant la mort d'Emmanuel Ratier.

## Historique
Fondée le 15 mars 1996, elle reprend le nom de la maison d'édition fondée par Yann Moncomble et qui vend le titre à Emmanuel Ratier. Le premier sous-titre de Faits et Documents a été « Lettre d'informations confidentielles d'Emmanuel Ratier », puis le second est « Lettre d'informations confidentielles fondée par Emmanuel Ratier » depuis le décès de son créateur[réf. souhaitée].
Elle obtient la même année l'agrément Publication de presse de la Commission paritaire des publications et des agences de presse (CPPAP). Alors que cet agrément suscite en 2023 des interrogations du média StreetPress en raison de la ligne éditoriale de Faits et Documents, la CPPAP confirme avoir donné son agrément et précise : « en l'absence de condamnation pénale du directeur de la publication pour des propos tenus dans ses colonnes, la CPPAP ne peut pas juridiquement, considérer que celle-ci est « antisémite » ».
Dans la lignée d'Henry Coston, cette lettre se spécialise dans l'étude de la politique française et des réseaux d'influence. Emmanuel Ratier à travers Faits et Documents, « était généralement considéré comme l'héritier d'Henry Coston, autre nomenclateur d'extrême droite décédé en 2001, lui ouvertement complotiste et antisémite ».
En mai 1999, la revue est le lieu d'échanges entre Robert Faurisson et Bruno Gollnisch.
Après la mort accidentelle d'Emmanuel Ratier le 19 août 2015, Arnaud Soyez, directeur de la production de TV Libertés, lui succède à la direction de la publication.
Fin septembre 2017, Arnaud Soyez cède sa place de directeur de cette feuille d'informations bimensuelle à Xavier Poussard,.
Au printemps 2018, Faits et Documents est rachetée par plusieurs proches d'Alain Soral : Vincent Moysan, Xavier Poussard et Emmanuelle Keruhel, actionnaire majoritaire. Sophie Ratier, une des trois filles d'Emmanuel Ratier, reste au capital. D'après StreetPress, les hommes d'affaires et anciens membres du Groupe union défense (GUD) Axel Loustau et Frédéric Chatillon ont contribué à ce rachat.
En décembre 2024, le nom de Xavier Poussard disparaît de la revue et de son site internet, laissant apparaitre celui de Pierre de Brague, collaborateur d'Alain Soral, comme nouveau directeur de la publication.

## Ligne éditoriale
Faits et Documents est d'extrême droite et se distingue par une ligne éditoriale antisémite, et antimaçonnique non avouée.
Parmi les proches d'Emmanuel Ratier et de Faits et documents figure ainsi selon Libération l'essayiste antisémite Alain Soral. Selon le chercheur en sciences politiques Aurélien Montagner, « les travaux de Ratier, et en particulier sa revue Faits et Documents, vont connaître un regain de popularité important grâce à Soral et aux capacités de diffusion d’Égalité & Réconciliation », qui a régulièrement la primeur des nouveaux numéros de Faits & Documents.
Complotiste, la revue accorde ainsi une large place à sa rubrique « Lobbies » principalement consacrée à l'actualité de divers « groupes » ou pans de la société qualifiés de « lobbies » par les éditeurs (franc-maçonnerie, « lobby juif », catholiques progressistes, homosexuels, etc.). Ainsi en décembre 2021, Faits & Documents contribue à propager une fausse information transphobe selon laquelle Brigitte Macron, épouse du Président de la République française, serait une femme transgenre,. Selon StreetPress, c'est même Faits & Documents qui est à l'origine de la fausse information.
Son niveau documentaire fait débat : le politologue Jean-Yves Camus jugeait Emmanuel Ratier, décédé depuis, « assez prudent avec une réelle capacité professionnelle de journaliste, en dépit d’erreurs mineures ». La revue sert plusieurs fois de source pour des éléments biographiques publiés dans l'ouvrage anti-maçonnique, Les Frères invisibles de Ghislaine Ottenheimer et Renaud Lecadre. Thierry Rouault, auteur d'un livre sur l'anti-maçonnisme, observant dans Les Frères invisibles l'utilisation de Faits et Documents comme source, qualifie la lettre de « source douteuse ». Le chercheur en sciences politiques Aurélien Montagner souligne dans sa thèse en mars 2021 : « Cette revue prétend révéler des informations confidentielles [..]. Nous avons pu en étudier un certain nombre, sur différentes périodes et avons constaté que la plupart des informations sont en fait des éléments biographiques présentés comme des faits significatifs via des rapprochements hasardeux ». À propos du contenu de la revue, la presse parle de « fake news » (infox),, de « désinformation ».
D'après StreetPress, si la lettre confidentielle était jugée sérieuse au sein de l'extrême droite du temps où elle était dirigée par Emmanuel Ratier, elle ne jouit plus de la même réputation depuis sa mort.

## Maison d'édition
Une maison d'édition du même nom est associée à ce bimensuel et fut également dirigée par Emmanuel Ratier jusqu'à sa mort. Elle s'inscrit « dans la [même] lignée idéologique. [Elle consacre de] nombreux ouvrages à la critique du « mondialisme » ou encore sur l’influence importante supposée de la communauté juive en France ». Dans sa thèse, Audrey Fontana estime que « tous les titres [de la maison d'édition] exposent une conception particulièrement indigente de la théorie du complot ».
La maison d'édition édite quelques ouvrages et dictionnaires de Ratier lui-même et de :
- Dominique Setzepfandt, journaliste et essayiste antimaçonnique[24] ;
- Henry Coston, journaliste antisémite d'extrême droite ;
- Patrick Parment, collaborateur de la revue nationaliste et « identitaire » Synthèse nationale.